# Ferrovia Nyon-Saint-Cergue-Morez
La ferrovia Nyon–Saint-Cergue–Morez è una linea ferroviaria a scartamento metrico della Svizzera.

## Storia
Nel 1897 fu ottenuta la concessione per una ferrovia su strada tra Nyon e Saint-Cergue, transitante per Trélex e Gingins; una nuova concessione per una linea tra Nyon e Arzier, con diramazioni per Gimel e Saint-Cergue, fu ottenuta da Adrien Palaz (che aveva realizzato le tranvie urbane di Losanna) e Paul Etier (deputato di Nyon) nel 1899, ma come la precedente finì in un nulla di fatto.
Il 1º luglio 1912 si costituì la Compagnie du chemin de fer Nyon–Saint-Cergue–Morez (NStCM), per la realizzazione di una linea ferroviaria internazionale da Nyon verso il confine con la Francia e Morez: i lavori per la costruzione, il cui termine era previsto per la fine del 1914, furono interrotti a causa dello scoppio della prima guerra mondiale, per riprendere sul lato svizzero nel 1915. La tratta tra Nyon e Saint-Cergue fu aperta all'esercizio il 12 luglio 1916 e inaugurata ufficialmente dieci giorni dopo; il secondo tronco della linea, tra Saint-Cergue e La Cure, aprì il 16 agosto 1917.

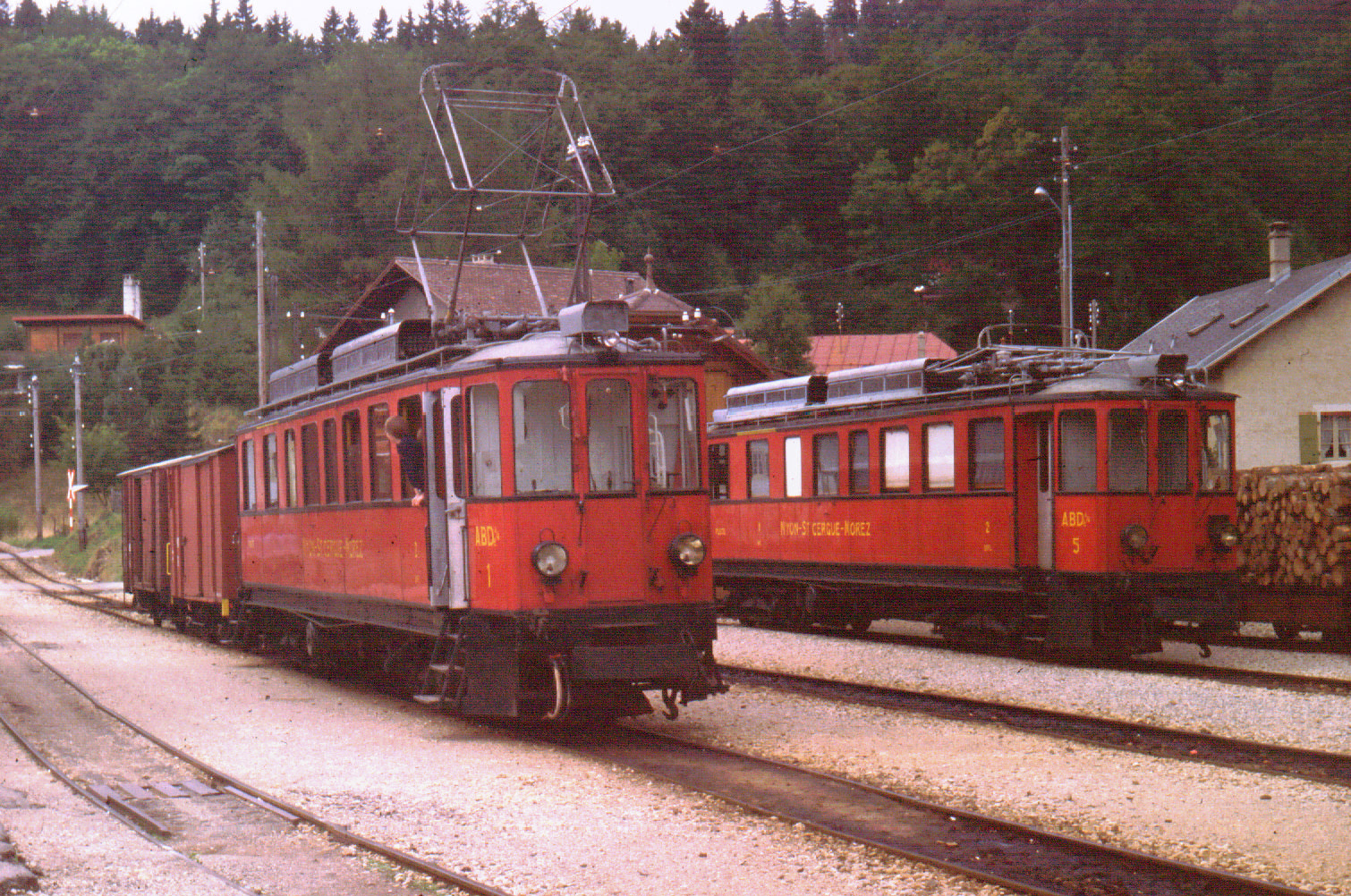
Due convogli alla stazione di Saint-Cergue (1979)

La linea fu completata nel 1921, con l'apertura al pubblico, il 7 marzo, del tratto La Cure-Morez, esercitata dalla società Chemins de fer électriques du Jura (CFEJ), successivamente rilevata dal dipartimento francese del Giura.
Durante la seconda guerra mondiale il traffico internazionale fu interrotto, per riprendere nel 1948; la tratta internazionale tra Le Cure e Morez fu soppressa il 27 settembre 1958, sostituita da autobus, in quanto il dipartimento del Giura non aveva più intenzione di coprire il deficit della tratta, pari a 4 milioni di franchi annui.
Nel 1963 la NStCM presentò all'Ufficio Federale dei Trasporti un piano di ammodernamento; tra rischi di soppressione (1969) e pareri favorevoli al mantenimento si arrivò al 7 luglio 1982, data nella quale il Consiglio Federale sbloccò un finanziamento di 10,5 milioni di franchi per l'ammodernamento; a partire dal 1984 la linea fu completamente rinnovata, con il rifacimento della linea aerea e l'acquisto di nuovi rotabili (cinque elettromotrici, altrettante rimorchiate pilota e un mezzo di servizio).

## Caratteristiche
La linea, a scartamento metrico, è lunga 26,970 km. La linea è elettrificata in corrente continua 1.500 V, tensione utilizzata da diverse linee secondarie elvetiche (2.200 V fino agli anni Ottanta); il raggio minimo di curva è 80 metri, la pendenza massima (raggiunta nel tratto tra Saint-Cergue e La Cure) è del 60 per mille. La velocità massima ammessa è 70 km/h. La tratta tra La Cure e Morez era lunga circa 12 km.

### Percorso
| Unknown route-map component "CONTgq" | Station on transverse track | Unknown route-map component "CONTfq" |

| Unknown route-map component "tKBHFa" |

| Unknown route-map component "tSTR" |

| Unknown route-map component "tSTRe" |

| Station on track |

|  | Unknown route-map component "ABZgl" | Unknown route-map component "KDSTeq" |

| Stop on track |

| Unknown route-map component "SKRZ-Au" |

| Stop on track |

| Small bridge over water |

| Station on track |

| Unknown route-map component "hSTRae" |

| Station on track |

| Station on track |

| Stop on track |

| Stop on track |

| Station on track |

| Stop on track |

| Enter and exit short tunnel |

| Station on track |

| Stop on track |

| Station on track |

| Enter and exit short tunnel |

| Stop on track |

| Stop on track |

| Stop on track |

| Unknown route-map component "KBHFxe" |

| Unknown route-map component "exSTR+GRZq" |

| Unknown route-map component "exBHF" |

| Unknown route-map component "exBHF" |

| Unknown route-map component "exHST" |

| Unknown route-map component "exTUNNEL2" |

| Unknown route-map component "exBHF" |

| Unknown route-map component "exTUNNEL2" |

| Unknown route-map component "exHST" |

| Unknown route-map component "exWBRÜCKE1" |

| Unknown route-map component "exHST" |

| Unknown route-map component "exBHF" |

| Unknown route-map component "exKBHFe" |

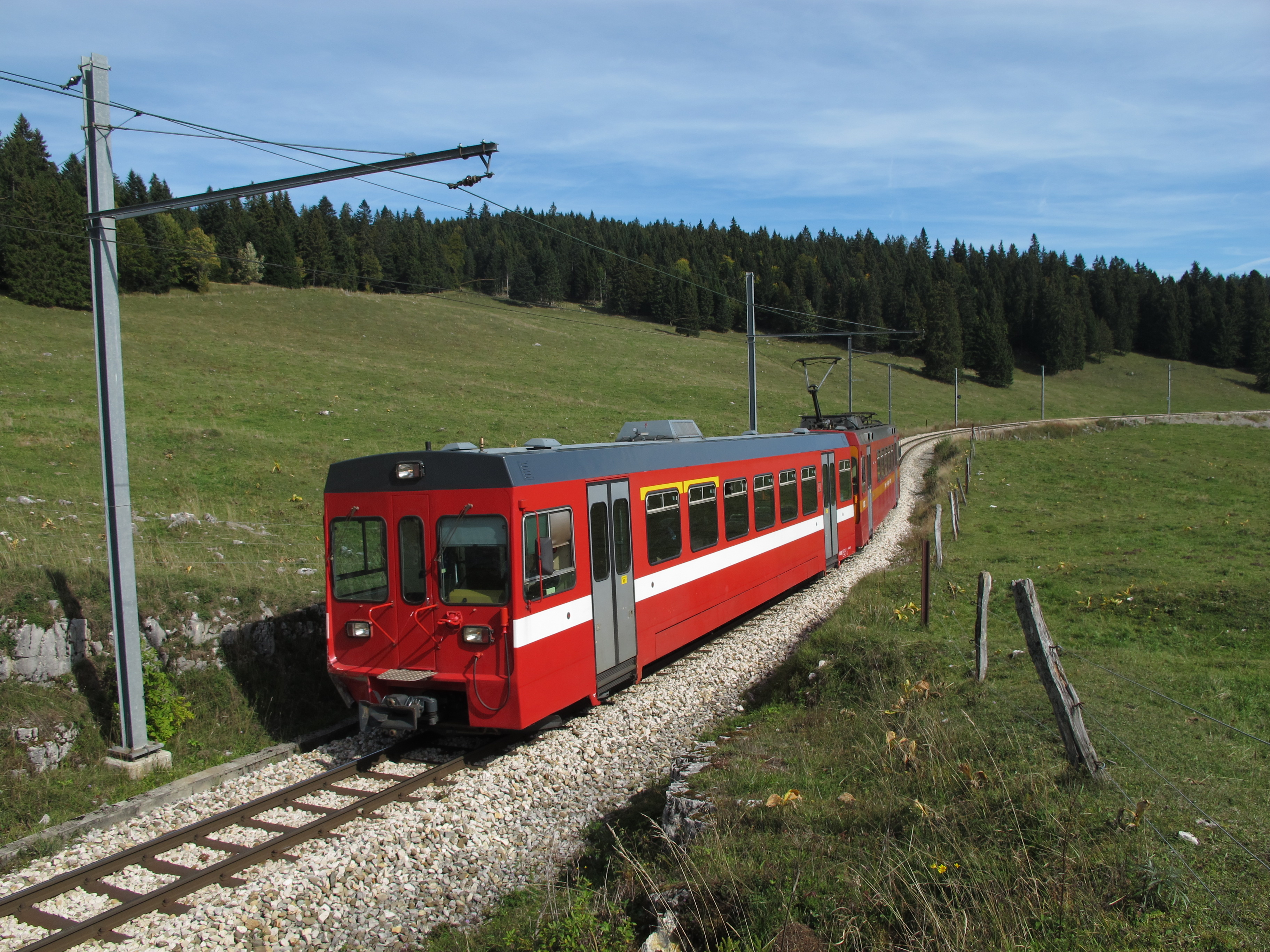
Un convoglio a La Givrine

Fino al 2004 la ferrovia partiva dal piazzale antistante la stazione di Nyon e sottopassava la ferrovia Losanna-Ginevra per dirigersi verso nord; dal 4 luglio 2004 è entrata in servizio una nuova stazione sotterranea.
Uscita da Nyon la linea attraversa Trélex, Givrins, Genolier, Les Muids, Bassins e Arzier, prima di giungere a Saint-Cergue. La linea quindi risale il col de la Givrine, punto culminante della linea con i suoi 1221 metri sul livello del mare, per ridiscendere verso La Cure, termine dal 1958 della linea.
Dalla frontiera franco-svizzera la linea percorreva la vallata del fiume Bienne (affluente dell'Ain), seguendo nel suo percorso la RN5 e terminando la corsa nei pressi della stazione ferroviaria di Morez, posta sulla linea Andelot-en-Montagne–La Cluse.

## Materiale rotabile
Il materiale rotabile originario era costituito da tre elettromotrici a carrelli fornite nel 1916 (serie ABe 4/4 1, 5 e 6), cui si aggiunsero nel 1918 due elettromotrici con vano bagagliaio-postale (serie ABFZe 4/4 10÷11), tutte costruite dalla Schlieren con parte elettrica Brown Boveri. Quattro di esse furono vendute tra il 1985 e il 1993 alla Chemin de fer de la Mure, in Francia; nell'aprile 2010 una delle motrici è ritornata in Svizzera, acquistata da un'associazione di appassionati che la sta restaurando.
Altre due motrici furono acquisite dalla CFEJ; la NStCM le rilevò successivamente.
Nuovi rotabili (cinque elettromotrici a carrelli serie Be 4/4 201÷205) entrarono in servizio a partire dal 21 dicembre 1985, costruiti dall'ACMV con parte elettrica Brown Boveri; una nuova elettromotrice, sempre costruita dall'ACMV, entrò in servizio nel 1991, frutto di un ordine in comune con altre ferrovie romande (LEB, GFM e CMN).
Nel 2015 la Stadler ha consegnato quattro nuovi elettrotreni a due casse (serie ABe 4/8 401÷408), in servizio a partire dal 23 novembre. Due anni dopo la Stadler ha fornito anche un locomotore bimodale (Gem 2/2 451), frutto di un'ordinazione congiunta con altre linee a scartamento ridotto elvetiche (MOB, TPC, TPF, MVR).

### Materiale motore - prospetto di sintesi
| Unità           | Anno di costruzione | Costruttore | Note                                                       |
| --------------- | ------------------- | ----------- | ---------------------------------------------------------- |
| Be 4/4 201÷205  | 1985-1986           | ACMV-BBC    |                                                            |
| BDe 4/4 211     | 1991                | ACMV-ABB    |                                                            |
| BDe 4/4 221     | 1935                | SWS-SAAS    | ex ferrovia Losanna-Echallens-Bercher, acquistata nel 1991 |
| BDe 4/4 231÷232 | 1953                | SIG-SAAS    | ex Chemins de fer du Jura, acquistate nel 2003-2007        |
| ABe 4/8 401÷408 | 2015                | Stadler     |                                                            |
| Gem 2/2 451     | 2017                | Stadler     |                                                            |